# Пахомов Володимир Григорович
Володимир Григорович Пахомов (нар. 5 жовтня 1950, с. Красна Поляна Челно-Вершинського району Самарської області, Росія) — український художник-монументаліст російського походження, постійний учасник обласних і всеукраїнських виставок. Член Миколаївської обласної організації Національної спілки художників України. Разом з іншими миколаївськими художниками і скульпторами зробив великий внесок в монументальне мистецтво Миколаєва і Миколаївської області, сформувавши його сучасний вигляд.

## Біографія
Народився 5 жовтня 1950 року в селі Красна Поляна Челно-Вершинського району Самарської області в Росії.
У 1975 році закінчив факультет художньої обробки металу Косівського технікуму народно-художніх промислів. У 2005 році закінчив факультет мистецтвознавства Миколаївського філіалу Київського Національного університету культури і мистецтва.
Постійний учасник обласних і всеукраїнських виставок.
У 2000 році був прийнятий у члени Миколаївської обласної організації Національної спілки художників України.

## Творчість
Володимир Пахомов працює в напрямку художнього обробки металу, сграфіто, кольорового бетону, гіпсу і полімерних матеріалів. Роботи художника прикрашають багато міст України, зокрема і Миколаїв. Картини знаходяться у приватних колекціях, у приватних будівлях міста, а також закупалися музеями Миколаєва.
Вибрані роботи:
- Декоративні брами з ліхтарями Миколаївського зоопарку;
- Барельєф Центру ЦНДІ (Миколаїв);
- Реставрація архітектурного ліхтаря на даху будинку дитячої художньої школи з об'ємною фігурою Меркурія (Миколаїв);
- Композиція «Миколаїв» на фасаді залізничного вокзалу (станція Миколаїв-Пасажирський, Миколаїв);
- Рельєф на пілонах центральної бібліотеки імені М. Л. Кропивницького (Миколаїв);
- Декоративний навіс біля центрального входу з ліхтарями міської водолікарні (Миколаїв);
- Внутрішня брама, ліхтарі костелу Святого Йосипа (Миколаїв);
- Кольоровий рельєф, амфітеатр, ковані двері, кронштейн з ліхтарем, композиція «У лукомор'я» у дитячому містечку «Казка» (Миколаїв);
- Пам'ятник «Воїнам-визволителям 1941—1945 рр.» (Корабельний район, Миколаїв);
- Декоративна композиція «Життя» (школа № 13, Миколаїв);
- Пам'ятник «50-річчю Перемоги» (Миколаїв);
- Рельєф на фасаді будинку музея суднобудування і флоту (Миколаїв).

Крім створення власних робіт, Пахомов також співпрацював з відомими скульпторами Миколаєва, трансформуючи скульптури в метал: мідь, алюміній і бронзу.
- Пам'ятник «Робітникам Миколаєва — учасникам перших маївок» (скульптор Г. Мірошниченко; мідь, виколотка; Миколаїв);
- Пам'ятник «Воїнам-визволителям» (скульптор Г. Мірошниченко; мідь; с. Мішково-Погорілове, Миколаївська область);
- Скульптурна група «Мауглі і Багіра» (скульптор І. В. Макушина; мідь, виколотка; Миколаїв);
- Бюсти флотоводцям біля миколаївського обласного музею суднобудування та флоту (скульптори О. Здиховський, Ю. Макушин, С. Сопелкін, А. Коптєв; мідь, виколотка, ливарство, чеканка; Миколаїв);
- Пам'ятник адміралу С. О. Макарову (скульптори С. Сопелкін, А. Коптєв; мідь, виколотка; Миколаїв);
- Пам'ятний меморіал  «Воїнам-визволителям» (скульптори А. Коптєв, С. Сопелкін, Ю. Стешин; мідь, виколотка, граніт; Миколаїв);
- Пам'ятник «Прометей» біля заводу «Кристал» (скульптор Ю. Макушин; нержавіюча сталь; Миколаїв);
- Декоративний рельєф, багатофігурна композиція біля заводу «Кристал» (скульптор Ю. Макушин; алюміній; Миколаїв);
- Пам'ятник «Ленінському комсомолу 1918—1978 років» (скульптор Ю. Макушин; виколотка, мідь; Миколаїв);
- Пам'ятник «Працівникам міліції, полеглим в період становлення радянської влади» (сукльптор Ю. Макушин; мідь, виколотка; Миколаїв);
- Пам'ятник Т. Г. Шевченко (скульптор А. Ковальчук; мідь, виколотка; Миколаїв);
- Пам'ятник старшому лейтенанту К. Ф. Ольшанському (скульптор Ю. Макушин; мідь, виколотка; с. Ольшанське, Миколаївська область).